# اتاقک مولد
برای ناسل در معنی محفظه موتور مقاله مربوطه را ببینید.
اُتاقَکِ مُوَّلِد یا ناسِل (انگلیسی: Nacelle) یک پوشش یا محفظه است که تمامی اجزای تولیدکننده برق را در یک توربین بادی در خود جای می‌دهد، از جمله مولد الکتریکی، گیربکس، سیستم انتقال نیرو، و مجموعه ترمز.
یک ویژگی قابل توجه که اکنون در برخی از توربین‌های بادی دریایی یافت می‌شود، وجود یک سکوی بزرگ و محکم بر روی اتاقک است. این سکو قادر به پشتیبانی از پرسنل خدماتی و ابزارهای آنها است که از یک بالگرد در حال پرواز در بالای آن به پایین آورده می‌شوند. چرخانه‌های (روتورهای) توربین بادی قبل از اینکه پرسنل به سکوها منتقل شوند یا از آنها برداشته شوند، متوقف، تثبیت و قفل می‌شوند.